# 大宇陀郵便局
大宇陀郵便局（おおうだゆうびんきょく）は、奈良県宇陀市にある郵便局。民営化前の分類では集配特定郵便局であった。

## 概要
住所：〒633-2199 奈良県宇陀市大宇陀拾生875-3

## 沿革
- 1872年2月3日（明治4年12月25日） - 宇陀郵便取扱所として開設[1]。
- 1875年（明治8年）1月1日 - 宇陀郵便局（五等）となる。
- 1881年（明治14年）2月1日 - 松山郵便局に改称。
- 1885年（明治18年）10月16日 - 為替・貯金取扱を開始。
- 1897年（明治30年）3月26日 - 松山郵便電信局となる。
- 1903年（明治36年）4月1日 - 通信官署官制の施行に伴い松山郵便局となる。
- 19xx年 - 大宇陀郵便局に改称
- 1967年（昭和42年）6月25日 - 電話交換、和文電報配達、欧文電話受付・配達、国際電報受付・配達の各業務を、大宇陀電報電話局に移管[2]。
- 1988年（昭和63年）6月30日 - 大宇陀田原郵便局の廃止に伴い、取扱事務を承継。
- 2007年（平成19年）3月5日 - ゆうゆう窓口（郵便時間外窓口）を廃止し、配達センター局に移行。
- 2007年（平成19年）10月1日 - 民営化に伴い、併設された郵便事業桜井支店大宇陀集配センターに一部業務を移管。
- 2012年（平成24年）10月1日 - 日本郵便株式会社発足に伴い、郵便事業桜井支店大宇陀集配センターを大宇陀郵便局に統合。

## 取扱内容
- 郵便、印紙、ゆうパック、内容証明
- 貯金、為替、振替、振込、国際送金、国債
- 生命保険、バイク自賠責保険
- ゆうちょ銀行ATM
- 宇陀市内の一部地域（旧大宇陀町域；〒633-21xx区域）の集配業務

## 風景印
- 図柄は西口関門と阿騎野万葉歌碑、かぎろひの丘。局名表示は「奈良　大宇陀」
- 使用開始日は1990年(平成2年)11月1日

## 周辺
- 宇陀市大宇陀地域事務所（旧大宇陀町役場）
- 宇陀市立大宇陀小学校
- 宇陀市立大宇陀中学校
- 奈良県立大宇陀高等学校
- 本郷の瀧桜（又兵衛桜）
- 宇陀松山 - 重要伝統的建造物群保存地区
- 森野旧薬園
- 道の駅宇陀路 大宇陀
- あきののゆ
- 宇陀川
- ローソン大宇陀店

## アクセス
- 奈良交通・宇陀市営有償バス 大宇陀停留所にて下車
- 名阪国道 針ICから南へ約18km
- 国道166号・国道370号沿い
- 駐車場あり：3台